# PKS Gdynia
PKS Gdynia S.A. – przedsiębiorstwo zajmujące się usługami związanymi z rozkładowym transportem pasażerskim i transportem w komunikacji miejskiej. Świadczy także usługi wynajmu autobusów. Pomorska Komunikacja Samochodowa została zawiązana jako przedsięwzięcie wspólne kadry kierowniczej i pracowników dawnego Przedsiębiorstwa Państwowej Komunikacji Samochodowej w Wejherowie. Proces prywatyzacji zakończył się w 2002 i uchronił przedsiębiorstwo od likwidacji. Obecnie spółka ma siedzibę w Gdyni.

## Historia
Przedsiębiorstwo pod nazwą „Państwowa Komunikacja Samochodowa” powołano w 1946, powierzając mu zadanie rozwijania komunikacji autobusowej i towarowej. W tym samym roku utworzono placówkę w Gdańsku.
1 stycznia 1950 roku powołano w Wejherowie Stację Terenową. Wyposażono ją w jeden samochód ciężarowy oraz biuro w pomieszczeniu sklepowym. ST zatrudniała wówczas 6 pracowników. Była ona podporządkowana pod PKS Gdynia.
1 stycznia 1962 powołano Oddział Mieszany PKS w Wejherowie. Terenem działalności stały się powiaty: lęborski, kartuski, pucki i wejherowski.
W 1962 przy ul. Transportowej w Wejherowie powstała nowa zajezdnia.
Rok 1975 okazał się szczytowym momentem rozwoju. W zakładzie pracy pracowało wówczas 873 pracowników, a przedsiębiorstwo posiadało 467 pojazdów, w tym: 151 autobusów, 21 przyczep autobusowych, 206 samochodów ciężarowych, 83 przyczepy ciężarowe oraz 6 dźwigów samochodowych.
Pod koniec 1991 zlikwidowano dział przewozów towarowych.
W 1992 PKS Wejherowo nawiązało współpracę z ZKM w Gdyni, która trwa do dziś. Linie obsługiwane dla ZKM-u to: R, J (jako podwykonawca P.A. Gryf), oraz N30 (linia nocna).
W 2001 roku rozpoczął się proces prywatyzacji Przedsiębiorstwa Państwowej Komunikacji Samochodowej.
1 marca 2002 zakończono proces prywatyzacji i powołano nową Spółkę z ograniczoną odpowiedzialnością pod nazwą Pomorska Komunikacja Samochodowa.
2 kwietnia 2007 PKS Wejherowo sp. z o.o. rozpoczęła współpracę z ZTM Gdańsk wygrywając przetarg na obsługę linii 262 5 pojazdami przegubowymi niskopodłogowymi.
1 października 2007 w wyniku wygranego przetargu autobusy PKS Wejherowo sp. z o.o. pojawiły się na liniach miejskich w Wejherowie: na linii nr 3 (Wejherowo Odrębna – Gościcino Robakowska) i linii nr 5 (Wejherowo Szpital – Orle).
1 stycznia 2009 nastąpiło przejęcie kursów spółki Veolia Transport Pomorze przez PKS Wejherowo sp. z o.o.
1 listopada 2010 po kolejnych wygranych przetargach autobusy PKS Wejherowo sp. z o.o. pojawiły się na linii 1 (Góra/Gościcino/Bolszewo – Osiedle Fenikowskiego), linii 3, linii 7 (Wejherowo Cegielnia – Gościcino PKP), linii 9 (Rekowo – Rumia), linii 11 (Kąpino – Gniewowo), linii 12 (Bolszewo Gimnazjum – Gowino), a także na linii nr 19 (Rekowo – Reda).
W 2013 roku siedziba spółki została przeniesiona do Gdyni. Nastąpiła zmiana nazwy przedsiębiorstwa na Pomorska Komunikacja Samochodowa sp. z o.o.
W 2017 roku nastąpiła zmiana nazwy i statusu spółki na PKS Gdynia S.A. 1 października ruszyła pierwsza linia komunikacji miejskiej w Pucku, obsługiwana przez PKS Gdynia. Przedsiębiorstwo obsługuje jedną linię o numerze 1 na trasie Centrum Handlowe – Topolowa.

## Tabor

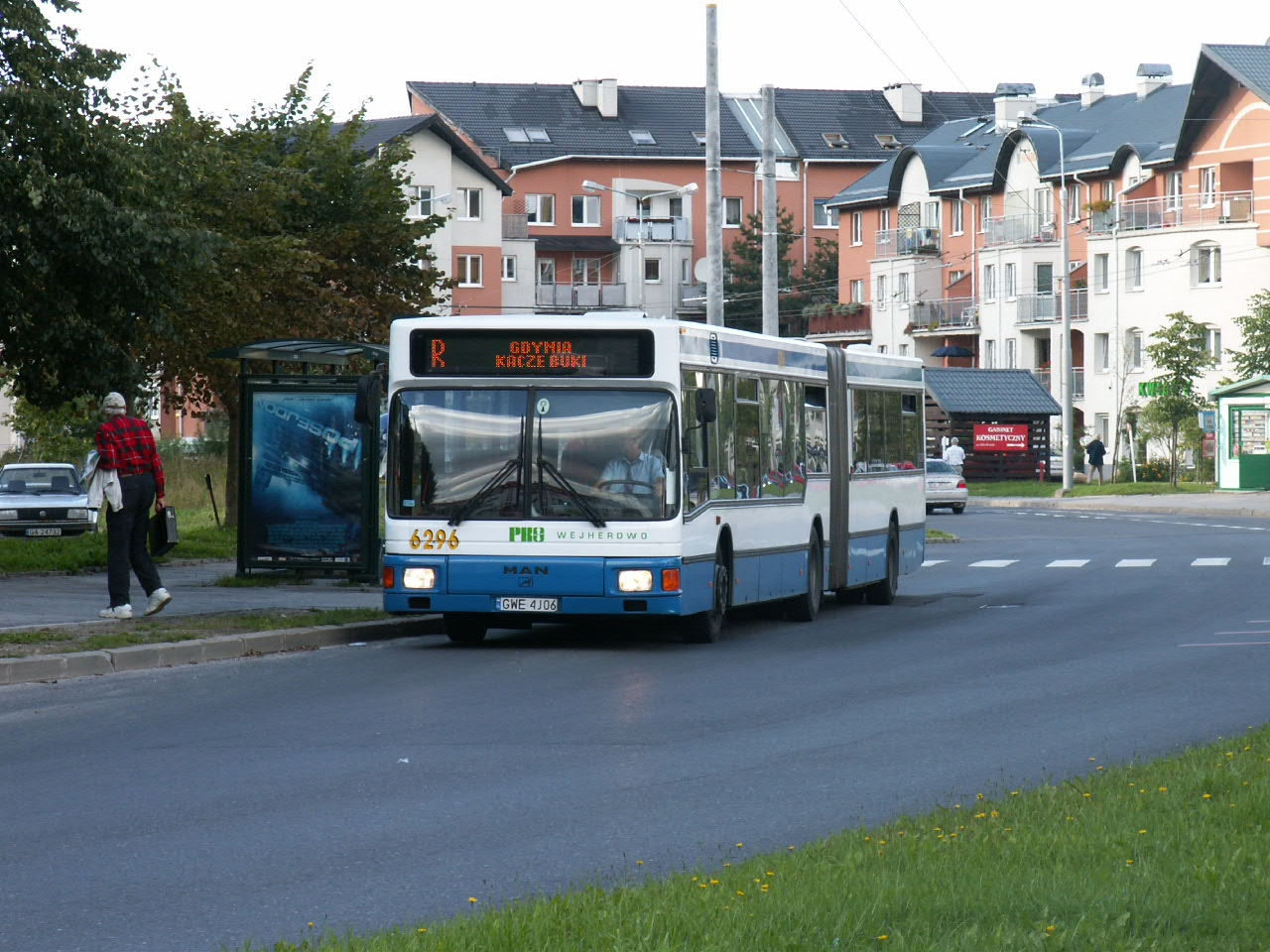
MAN NG 272 z PKS na ulicach Gdyni.

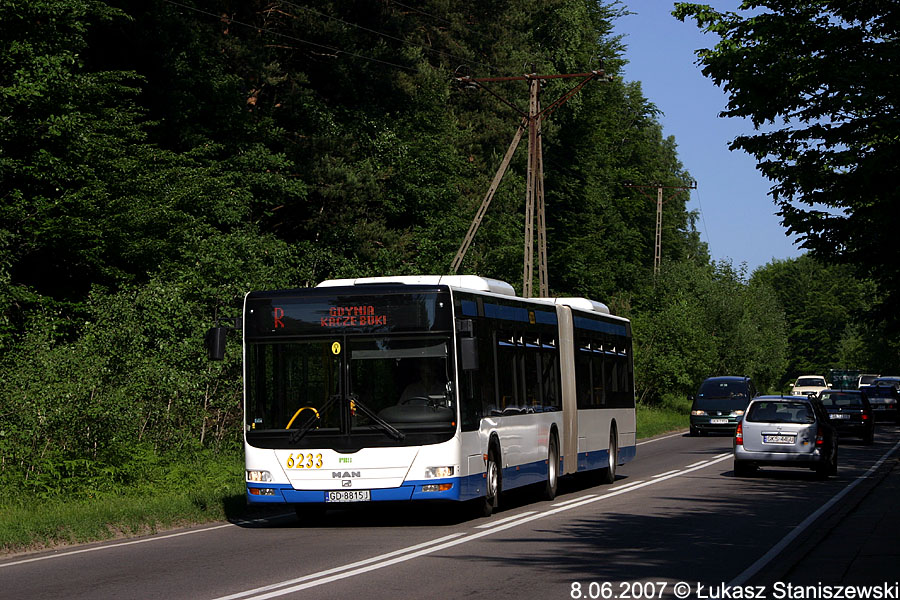
Sztandarowy pojazd PKS na liniach miejskich – MAN Lion’s City

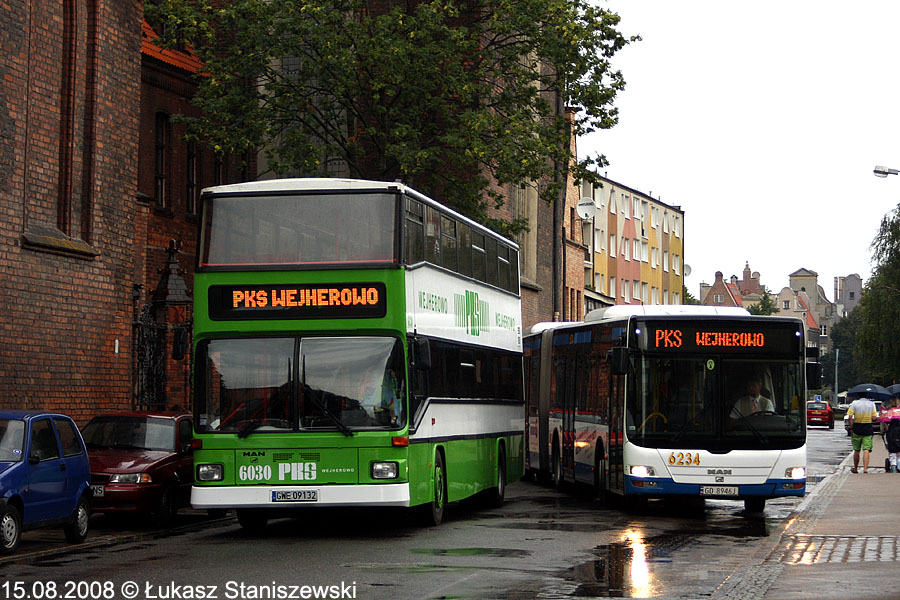
Sztandarowy pojazd PKS na liniach podmiejskich – MAN SD 202 (obok MAN Lion’s City)

Trzon taboru autobusowego PKS na liniach miejskich stanowią pojazdy marki Mercedes, a na liniach międzymiastowych – Setra. Firma dąży do ujednolicania taboru, przez co na ww. liniach można spotkać głównie ww. pojazdy.
| Typ Autobusu           | Eksploatacja od      | Liczba   |
| ---------------------- | -------------------- | -------- |
| Autosan H10-10         | 2002                 | 3        |
| Autosan H9-21          | 2002                 | 1        |
| BMC Levend             | 2008                 | 1        |
| MAN NG 272             | 2002                 | 1        |
| MAN NM2x2              | 2013                 | 1        |
| MAN NM2x3              | 2012                 | 1        |
| MAN SD 202             | 2008                 | 1        |
| MAN ÜL2x2              | 2005                 | 3        |
| Mercedes O405          | 2010                 | 3        |
| Mercedes-Benz O405G    | 2013                 | 1        |
| Mercedes O405GN        | 2009–2012            | 15       |
| Mercedes O405N         | 2008–2011            | 8        |
| Mercedes O405NK        | 2012                 | 1        |
| Mercedes O407          | 2012                 | 2        |
| Mercedes O408          | 2012                 | 1        |
| Mercedes O530          | 2009−2013            | 6        |
| Mercedes O530G         | 2009-2017            | 18       |
| Neoplan N4014NF        | 2012                 | 1        |
| Setra S215UL           | 2005–2010            | 39       |
| Setra SG219SL          | 2008                 | 2        |
| Setra SG221UL          | 2006−2010            | 3        |
| Setra S315NF           | 2012                 | 3        |
| Setra S315UL           | 2008−2012            | 2        |
| Setra S319NF           | 2013                 | 4        |
| Setra S415             | 2008                 | 1        |
| Solaris Urbino 12      | 2000−2002            | 2        |
| Mercedes-Benz Citaro G | 2014                 | 2        |
| Wszystkie pojazdy      | Wszystkie pojazdy    | 120      |
| Średni wiek pojazdów   | Średni wiek pojazdów | 14,9 lat |